# Cimetière du choléra de Maria Dreieichen
 (mai 2025).
Si vous disposez d'ouvrages ou d'articles de référence ou si vous connaissez des sites web de qualité traitant du thème abordé ici, merci de compléter l'article en donnant les références utiles à sa vérifiabilité et en les liant à la section « Notes et références ».
Le cimetière du choléra de Maria Dreieichen (allemand : Cholerafriedhof Maria Dreieichen) est un cimetière du choléra  aménagé en 1866 près de la localité de Maria Dreieichen (de) dans la commune de Rosenburg-Mold en Basse-Autriche. Le cimetière est classé monument historique.

## Histoire
Pendant la guerre austro-prussienne de 1866, le choléra s'est déclaré dans l'armée prussienne. Avec l'avancée des troupes, le choléra s'est également propagé dans les parties de la Basse-Autriche. Lors de leur passage, les soldats se sont également installés dans les environs de Horn. Le soldat prussien Gustav Maverspörg fut le premier à succomber au choléra, le 4 août 1866, mais il fut enterré dans le cimetière paroissial de Maria Dreieichen.

## Le cimetière
Le cimetière se trouve à l'est de Maria Dreieichen et n'est accessible qu'à pied. Il se pourrait qu'un four à briques se soit trouvé à proximité immédiate, car les registres de la paroisse de Maria Dreieichen mentionnent le "cimetière du choléra près du four à briques ou Ziegelstadel" comme lieu d'inhumation. Sur cette petite surface se trouvent plusieurs tombes avec des croix forgées, seule une pierre tombale en granit se trouve à l'arrière. Une pierre commémorative se trouve au centre du cimetière. Toutes les personnes inhumées sont mortes en 1866 et ont été enterrées au cimetière du choléra entre le 8 août 1866 et le 15 octobre 1866 ; il s'agit de 22 personnes de Mold, 13 de Mörtersdorf et 4 de Zaingrub. Depuis cette époque, le cimetière est entretenu et fleuri par des catholiques.

## Environs
Environs
Entre Horn et Breiteneich se trouve le cimetière prussien de Breiteneich (de), où sont enterrés d'autres soldats prussiens.

## Galerie

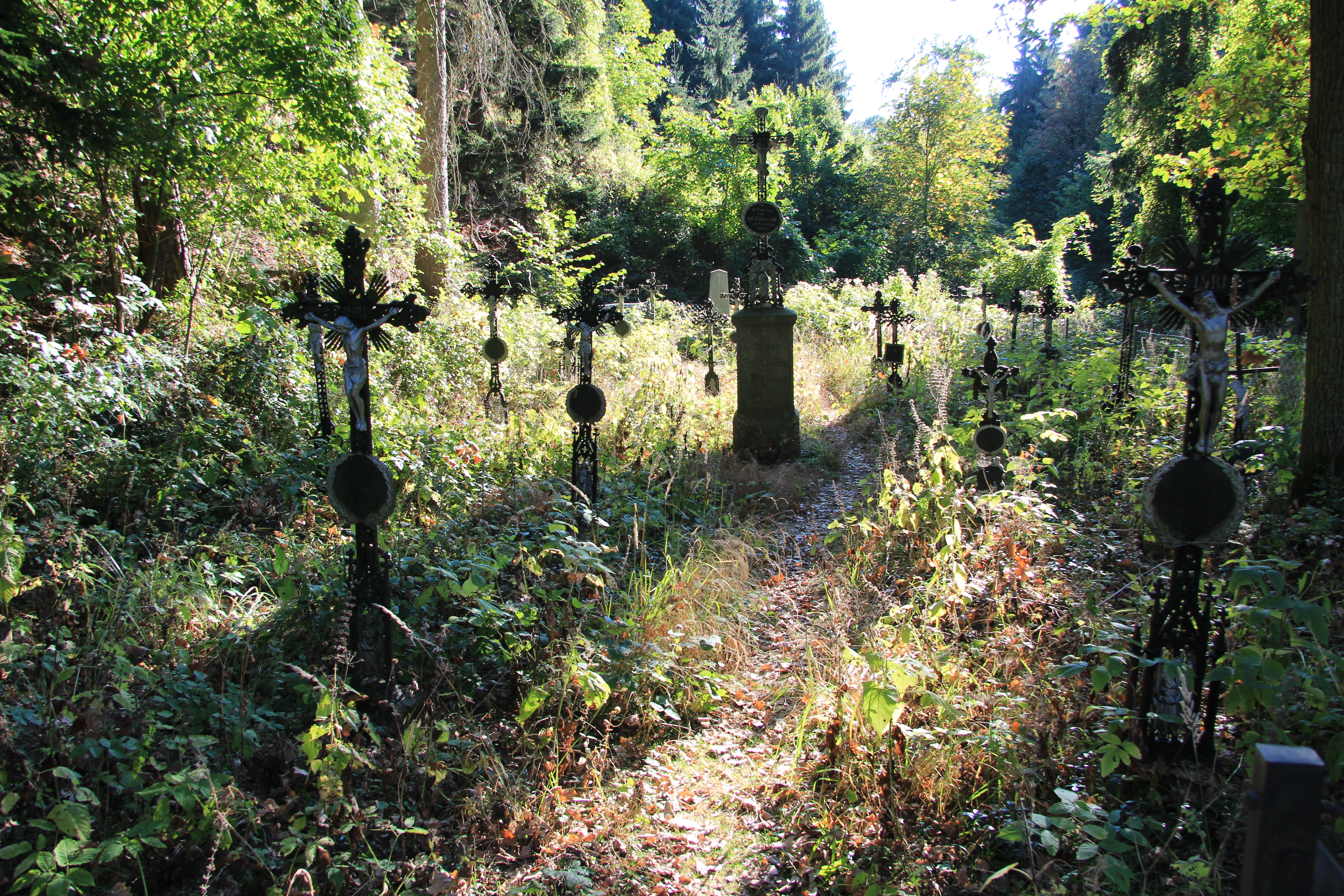
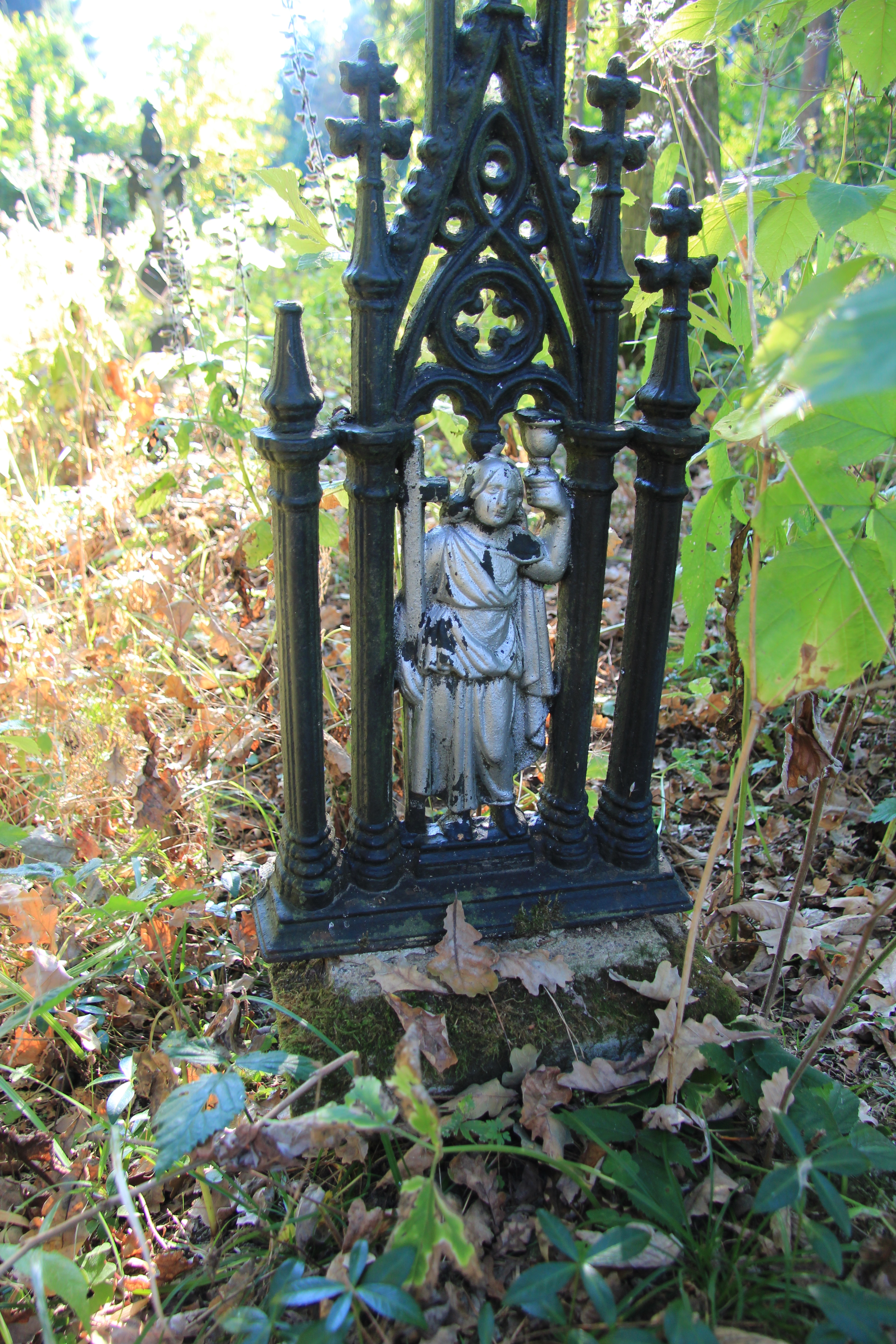
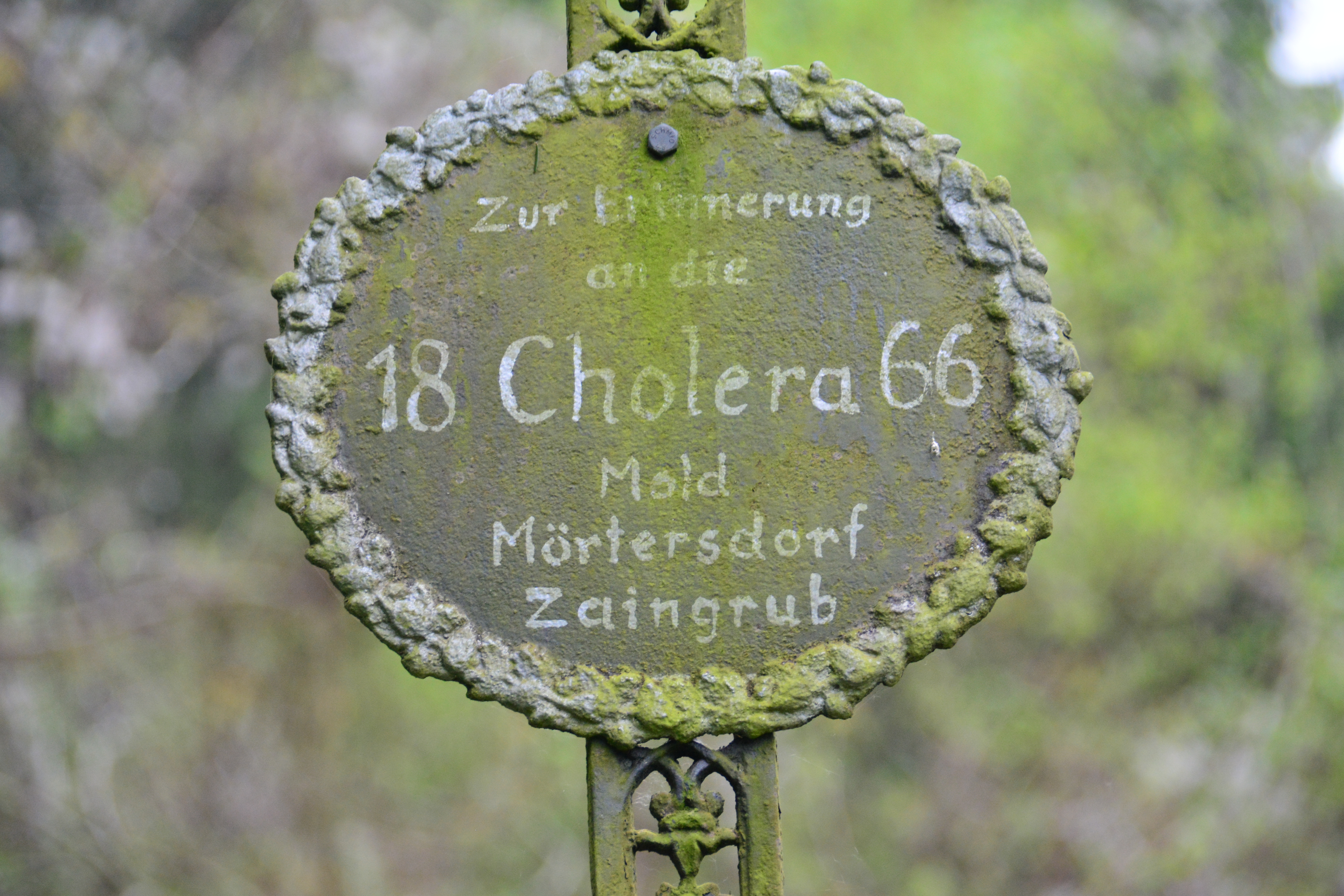
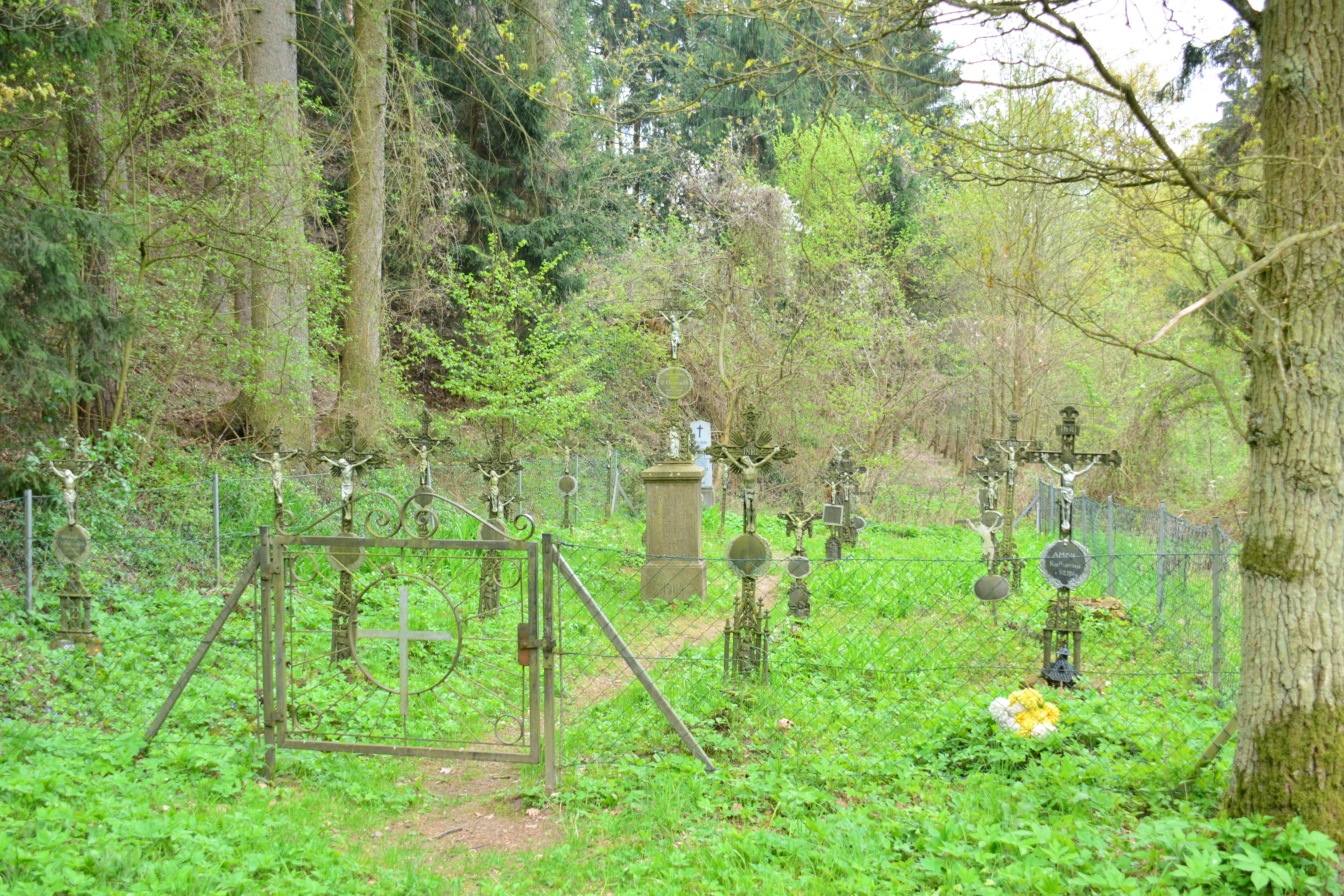